# Gallring (museiföremål)
För andra betydelser, se Gallring.
Gallring av museiföremål sker ofta då föremålet saknar information, föremålet är allvarligt skadat, eller inte ryms inom museets uppdrag. Att gallra museiföremål innebär att föremålet kan returneras till donator, skänkas till ett annat museum, säljas eller destrueras.
I Sverige har Centralmuseernas samarbetsråd tagit fram ett arbete rörande gallring.